# Yvonne Lephay-Belthoise
Yvonne Lephay-Belthoise   (Dieppe, 27 de setembre de 1914 - Eaubonne, 17 de novembre de 2011) fou una virtuosa violinista francesa.

## Biografia
Formació

Després d'haver treballat al piano amb Joseph Morpain, l'harmonia amb Jean Gallon, la música de cambra amb Jean Roger-Ducasse i el violí amb Jules Boucherit el 1934, Yvonne Lephay-Belthoise va guanyar el 1935 el seu primer premi de violí al Conservatori de París al classe de Gabriel Bouillon.

## Carrera
Des del 1936, va actuar al recital de París, ("Salle Gaveau, Salle du Conservatoire, Théâtre de l'Oeuvre, Salle Cortot") amb els companys com Lucette Descaves, Wanda Landowska, Jean Neveu, Boris Zadri, Robert Bernard, Maurice Faure i també com a solista a l'Orchestra dels concerts Pasdeloup.

El maig de 1936, a "l'École normale de musique de París", acompanyada per l'Orchestre Féminin de Paris i la seva directora Jane Evrard, va interpretar en la primera part els Concerts en mi major de Bach i el mi bemoll de Mozart. Després, a la segona part, interpreta el romanç en fa de Beethoven, peces de Paradis, Kreutzer, Kreisler:
| « | <Després va mostrar facilitat, rapidesa, elegància, lleugeresa, brillantor. En una deliciosa Cansonella d'essència espanyola, on el somni es combina amb el fantàstic, i degut al compositor Joaquin Rodrigo de qui va oferir l'estrena, la senyora Lephay fins i tot va encantar. El públic va tenir un gran èxit amb ell. La director Evrard i els seus simfonistes la van secundar a voluntat.> | » |

 De la mateixa generació que Ginette Neveu (1919-1949), Yvonne Lephay-Belthoise va ser considerada per Henri Rabaud com "una de les representants més brillants de la nostra bella escola de violí francesa". El seu repertori incloïa obres emblemàtiques de la música francesa com el Poème de Chausson, les Sonates per a violí i piano número 1 i número 2 de Fauré, el Tzigane de Ravel, el Rapsodie noruec i la Simfonia espanyola de Lalo o l'Havanaise de Saint-Saëns.
També va interpretar el repertori alemany: Bach, Schumann, Brahms, Beethoven i va ser la primera violinista que va tornar a interpretar en públic el Concert per a violí de Mendelsshon durant un concert al "Théâtre National de Chaillot" el 21 de gener de 1945 amb l'Orquestra Pasdeloup dirigida per Henri Rabaud. La música de Mendelssohn havia estat prohibida la seva interpretació durant l'ocupació pel règim nazi.
Durant la seva carrera, Yvonne Lephay-Belthoise va realitzar diverses primeres audicions per a compositors de l'època i obres dedicades a ella: Claude Delvincourt (Danses), René Challan (Concert per a violí i orquestra), Yvonne Desportes (Variacions per a violí), Georges Hüe (Fantasia per a violí), César Sautereau (Concert per a violí i orquestra), Jean Martinon (Suite nocturna), Michel Ciry (La pastorale mystique)...
El 1946 participà amb Pierre Barbizet al festival Darius Milhaud de París, i fins al 1949 realitzà diverses gires de recital per a "l'Aliança Française" als països del nord d'Europa (Dinamarca, Suècia, Noruega), així com amb l'Orquestra Filharmònica Randers. En aquestes ocasions, realitza concerts de repertori, música francesa i fa conferències sobre els compositors del seu païs. Convidada cada any, la premsa escandinava la va reconèixer per unanimitat com un violinista de nivell mundial, dotada d'un temperament intens, amb un so de violí notablement robust i viril i una tècnica sorprenent (Copenhaguen, 1946).
Membre de l'Orchester symphonique de Paris (OSP) sota la direcció de Pierre Monteux, va ser una de les primeres dones músiques admeses a les orquestres nacionals i es va unir a l'Orchester Radio-Symphonique de Paris a petició de Désiré-Émile Inghelbrecht. Va passar el primer any de l'ocupació a Rennes, on s'havia retirat de la ràdio. Després va ser nomenada primer violí de l'orquestra ORTF Radio-Lyrique, càrrec que va ocupar fins al 1974.

## Vida privada
Yvonne Lephay Belthoise va tenir quatre fills i va animar la seva filla, l'actriu Béatrice Belthoise, formada al Conservatori Nacional d'Art Dramàtic, que va fer carrera al teatre i a la televisió francesa. Yvonne Lephay-Belthoise també va ser a l'origen dels estudis musicals del seu net, el pianista Bruno Belthoise, el desenvolupament del qual va seguir de prop des dels anys vuitanta.

## Tours a Escandinàvia
Entre 1946 i 1949, Yvonne Lephay-Belthoise, acompanyada de Robert Bernard, va fer gires regulars a Escandinàvia (Dinamarca, Suècia, Noruega) organitzades per "l'Aliança Française". És convidada a actuar al recital de piano així com a l'Orquestra Simfònica de Randers. La premsa va considerar Yvonne Lephay-Belthoise, que aleshores tenia 32 anys, que era una de les primeres intèrprets de música francesa del seu temps.